# Forças Armadas de Mónaco

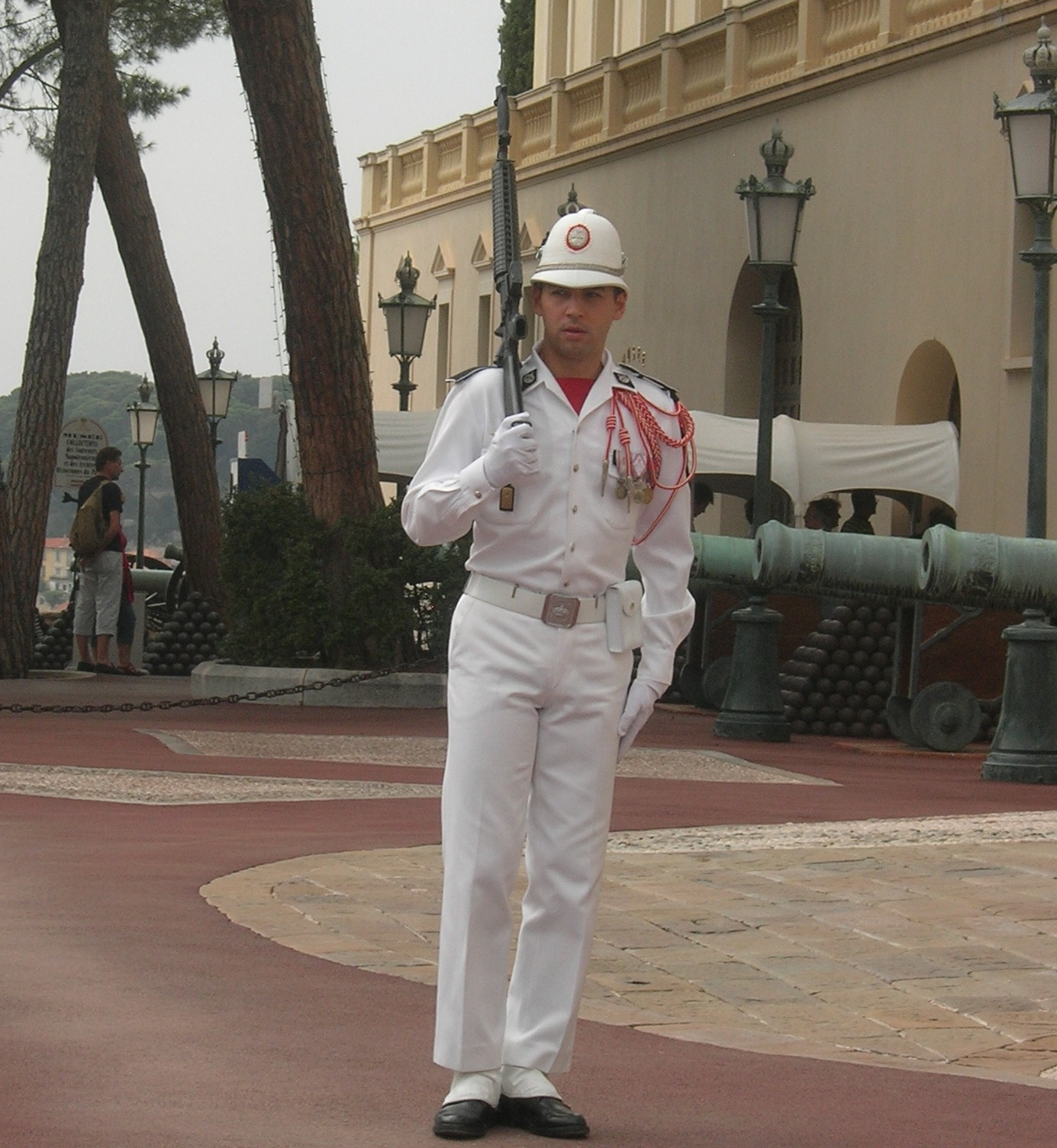
Um militar de Mônaco.

O Principado de Mónaco, o segundo menor país do mundo (depois do Vaticano), tem uma capacidade militar muito limitada, e que dependem inteiramente de seu maior vizinho, a França, para a defesa face a uma agressão externa. Porem há 255 soldados servindo nas forças militares de Mônaco (não incluindo os funcionários civis que são atualmente em número 35) tornando seus militares a terceira menor força militar do mundo (depois de Antígua e Barbuda e Islândia).
Esse contingente militarizado, sob o controle do Departamento do Interior, é composto por duas unidades: Corps des Sapeurs-pompiers e a Compagnie des Carabiniers du Prince.

## Corps des Sapeurs-pompiers

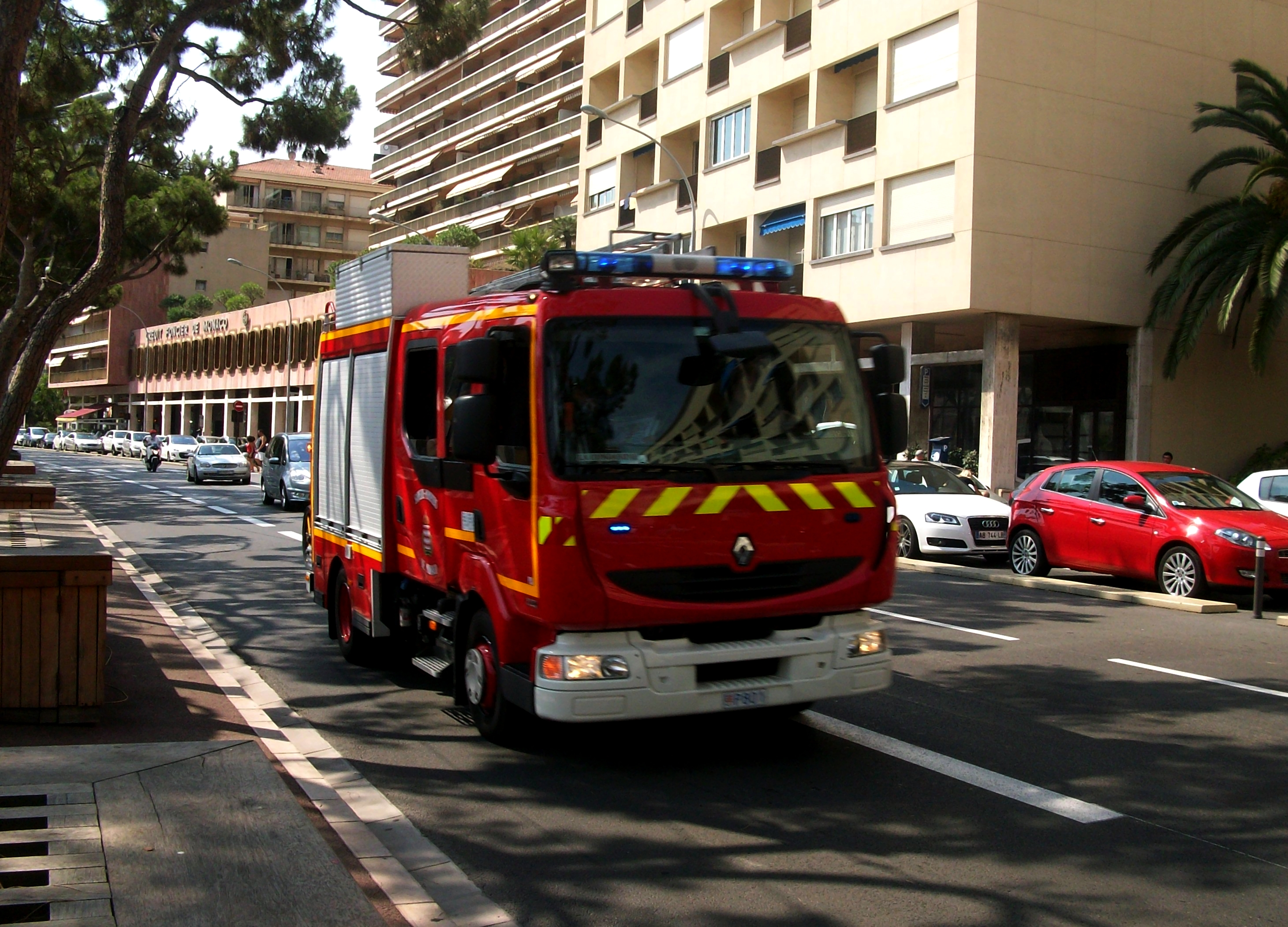
Caminhão do Corpo de Bombeiros de Mônaco.

Unidade dedicada a combate a incêndios, além de funções de defesa civil. O seu pessoal é treinado no uso de armas de fogo, e possui um arsenal central. Também são treinados para lidar com incidentes químicos, e têm veículos especializados equipamentos. São equipados com carros de bombeiros, veículos de resgate, e uma gama de veículos especializados, incluindo um barco de bombeiros, e veículos de resgate em túneis. Baseado em dois quartéis (uma em La Condamine e outro Fontvieille).